# Peter Kauzer
Peter Kauzer (* 8. September 1983 in Trbovlje) ist ein slowenischer Kanute im Kanuslalom. Er wurde im Einer-Kajak Olympiazweiter 2016 sowie Weltmeister 2009 und 2011.

## Sportliche Karriere
Peter Kauzer begann im Alter von sechs Jahren in Hrastnik mit dem Kanusport, dabei wurde er von seinem Vater Peter Kauzer sr angeleitet, der selbst aktiver Kanusportler war. Der 1,77 m große Peter Kauzer jr startete vom Beginn seiner Karriere an für Steklarna Hrastnik und ist seit 2001 auch international aktiv. 2002 startete er erstmals bei Europameisterschaften, 2003 debütierte er bei Weltmeisterschaften.
Im Juni 2005 fanden die Europameisterschaften in Ljubljana-Tacen statt. Kauzer gewann die Silbermedaille im Einer-Kajak hinter Helmut Oblinger aus Österreich und die Goldmedaille im Mannschaftswettbewerb der Einer-Kajak-Fahrer zusammen mit Dejan Kralj und Andrej Nolimal. Bei den Weltmeisterschaften 2005 in Penrith belegte er im Einzelwettbewerb den 17. Platz. Im Mannschaftswettbewerb gewannen die Slowenen Bronze. 2006 bei den Europameisterschaften in L’Argentière-la-Bessée war Kauzer Vierter im Einzelwettbewerb. Im Mannschaftswettbewerb siegten Kauzer und Kralj zusammen mit Jure Meglič. Bei den Weltmeisterschaften 2006 in Prag belegte er den achten Platz in der Einzelwertung und den vierten Platz mit der Mannschaft. 2007 fanden die Europameisterschaften im slowakischen Liptovský Mikuláš statt. Im Einzelwettbewerb gewann Kauzer Silber hinter dem Slowaken Ján Šajbidor, zusammen mit Kralj und Meglič siegte er in der Mannschaftswertung. Bei den Weltmeisterschaften 2007 in Foz do Iguaçu belegte er den 15. Platz im Einzel und den fünften Platz mit der Mannschaft. Ebenfalls medaillenlos blieb Kauzer bei den Europameisterschaften 2008 in Krakau, wo er den fünften Platz im Einzel und den vierten Platz mit der Mannschaft erreichte. Bei den Olympischen Spielen 2008 in Peking belegte Peter Kauzer den 13. Platz.
2009 erreichte Kauzer bei den Europameisterschaften in Nottingham den vierten Platz in der Einzelwertung und den sechsten Platz mit der Mannschaft. Erfolgreicher war er bei den Weltmeisterschaften 2009 in La Seu d’Urgell. Zwar belegte er mit der Mannschaft wie in Nottingham den sechsten Platz. Aber im Einzelwettbewerb gewann er den Titel vor dem Franzosen Boris Neveu. 2010 gewann Kauzer den Einzelwettbewerb bei den Europameisterschaften in Bratislava-Cunovo, in der Mannschaftswertung erhielten Kauzer, Kralj und Meglič die Bronzemedaille. Bei den Weltmeisterschaften in Tacen kam Kauzer im Einzelwettbewerb auf den neunten Platz, die Mannschaft enttäuschte vor eigenem Publikum mit Rang 16. Im Jahr darauf siegte bei den Europameisterschaften in La Seu d’Urgell die slowenische Mannschaft mit Peter Kauzer, Jure Meglič und Simon Brus, im Einzelwettbewerb kam Kauzer auf den 37. Platz. Bei den Weltmeisterschaften 2011 in Cunovo kehrte sich das Ergebnis der Europameisterschaften um. Die Mannschaft landete abgeschlagen auf dem 17. Platz, aber Peter Kauzer gewann im Einzel seinen zweiten Titel, diesmal vor dem Polen Mateusz Polaczyk. Dafür wurde er in Slowenien zum Sportler des Jahres gewählt. Bei den Europameisterschaften 2012 auf dem Augsburger Eiskanal kam Kauzer auf den sechsten Platz in der Einzelwertung und den achten Platz mit der Mannschaft. Die Kanuslalom-Wettbewerbe bei den Olympischen Spielen 2012 wurden auf dem Lee Valley White Water Centre ausgetragen, Kauzer erreichte im Finale den sechsten Platz.

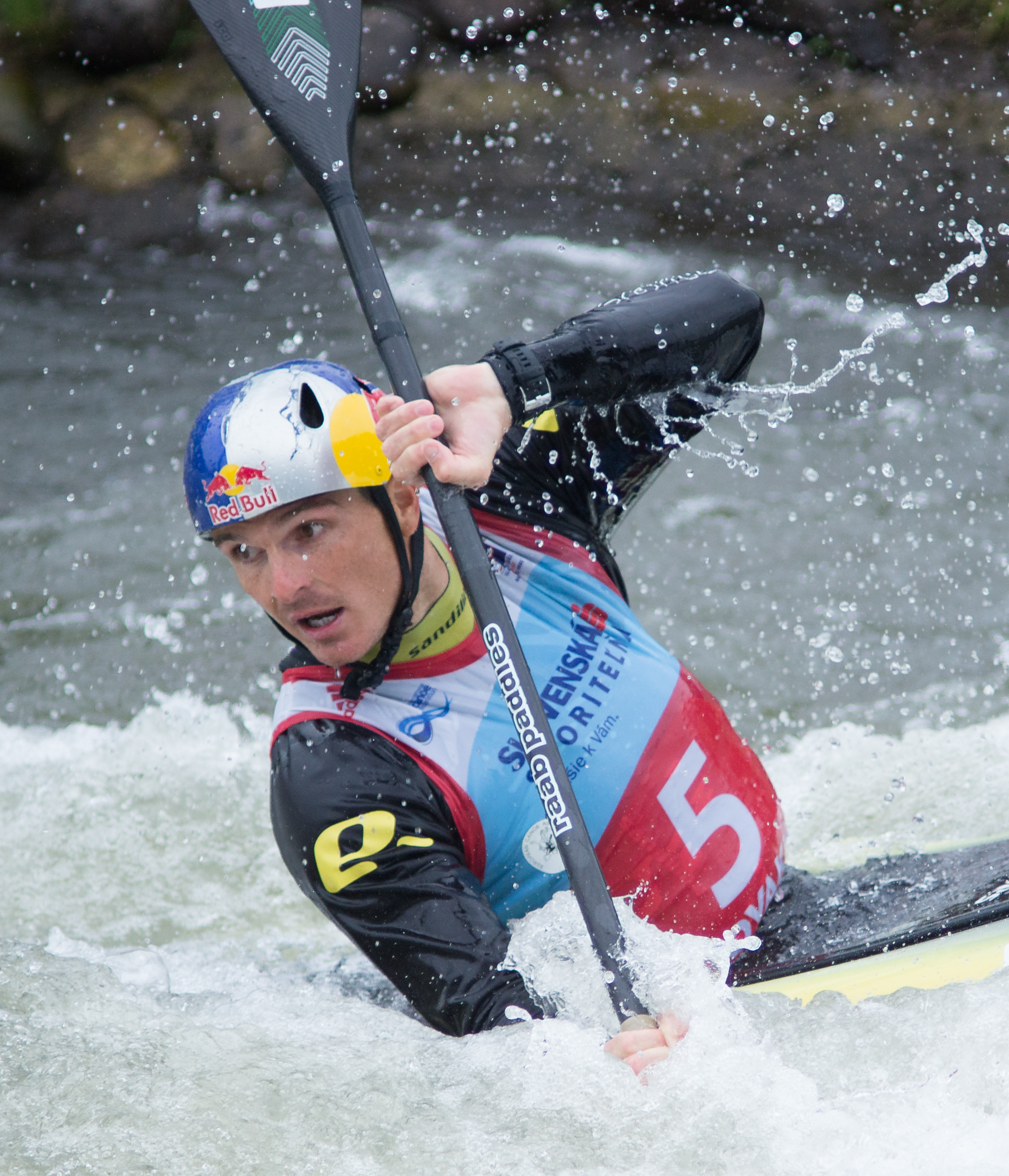
Peter Kauzer bei den Europameisterschaften 2016

2013 belegte Kauzer bei den Europameisterschaften 2013 in Krakau den neunten Platz im Einzel und den zehnten Platz mit der Mannschaft. Mit dem 18. Platz in der Einzelwertung und dem sechsten Platz mit dem Team lief es auch bei den Weltmeisterschaften in Prag nicht wesentlich besser. 2014 belegte er in Wien den siebten Platz im Einzel und den achten Platz mit der Mannschaft, bei den Weltmeisterschaften 2014 war er nach einer Schulter-Operation nicht am Start. 2015 folgten bei den Europameisterschaften in Markkleeberg der fünfte Platz im Einzel und der sechste Platz mit der Mannschaft. Bei den Weltmeisterschaften 2015 auf der Olympiastrecke von 2012 war er Vierter in der Einzelwertung und Achter mit Mannschaft. 2016 folgten der vierte Platz im Einzel und der elfte Platz des Teams bei den Europameisterschaften in Liptovský Mikuláš. Kauzer hatte damit seit seinem Weltmeistertitel 2011 keine internationale Medaille mehr gewonnen. Die Kanuslalom-Wettbewerbe bei den Olympischen Spielen 2016 in Rio de Janeiro wurden auf im X-Park Deodoro ausgetragen. Kauzer zog als Zwölfter der Qualifikation und Vierter des Halbfinales in das Finale ein. Im Finale siegte der Brite Joseph Clarke mit 0,17 Sekunden Vorsprung vor Kauzer, der damit die Silbermedaille gewann.
Bei den Weltmeisterschaften 2017 in Pau erkämpfte Kauzer zwei Bronzemedaillen. Im Einzel belegte er den dritten Platz hinter den Tschechen Ondřej Tunka und Vít Přindiš, die Mannschaftswertung gewannen die Tschechen vor den Franzosen und den Slowenen, die mit Peter Kauzer, Martin Srabotnik und Žan Jakše antraten. 2018 siegte Kauzer bei den Europameisterschaften in Prag vor Vít Přindiš, die Mannschaft mit Srabotnik und Niko Testen gewann Bronze. Bei den Weltmeisterschaften 2018 auf der Olympiastrecke von 2016 war Kauzer Zehnter in der Einzelwertung und Neunter mit der Mannschaft. 2021 belegte er mit der Mannschaft in Bratislava bei den Weltmeisterschaften den dritten Platz.